# Diego Campillo
Diego Campillo (Victoria de Durango, Durango; 19 de octubre de 2001) es un futbolista mexicano, juega como defensa central y Mediocampista, su equipo actual es el Club Deportivo Guadalajara de la Primera División de México.

## Inicios
Surgió de las fuerzas básicas del Club Deportivo Guadalajara, subiría diferentes categorías donde quedaría campeón del Torneo Guard1anes 2020 Sub-20 con el equipo de las Chivas, esto le ayudaría a subir a la filial del equipo donde debutaría en la Liga de Expansión MX.

### Club Deportivo Tapatío
Debuta con la filial del Rebaño el 30 de septiembre de 2020, siendo titular en una derrota por 0-1 contra Tepatitlán FC.
Anotó su primer gol el 2 de septiembre de 2021, en una victoria por 1-0 sobre el Tepatitlán, mismo equipo contra el cual vería su debut casi un año después.

### Mineros de Zacatecas
En 2022 pasa al equipo zacatecano en calidad de préstamo, donde jugaría 12 partidos en los cuales acumularia un total de 718 minutos.

### Club Deportivo Tapatío: Segunda Etapa
Regresaría para el Clausura 2023 con la filial de las Chivas en donde sería más constante y fundamental para el equipo, en el cual lograría obtener el título del Clausura 2023, y también logra el título de Campeón de Campeones 2022-2023 Liga de Expansión.

### Fútbol Club Juárez
Después de haber sido unos de los jugadores clave en el Tapatío, el equipo del Fútbol Club Juárez lo ficharía para el Apertura 2023, donde debuta el 22 de septiembre del 2023 en la Jornada 5 frente a los Pumas UNAM, en ese mismo partido anotaría su primer gol y a la vez el segundo gol de su equipo.

## Palmarés

### Títulos nacionales
| Título                                   | Club    | País   | Año  |
| ---------------------------------------- | ------- | ------ | ---- |
| Liga de Expansión MX                     | Tapatío | México | 2023 |
| Campeón de Campeones (Liga de Expansión) | Tapatío | México | 2023 |

### Campeonatos internacionales
| Título                           | Equipo        | Sede        | Año  |
| -------------------------------- | ------------- | ----------- | ---- |
| Torneo Centroamericano de Fútbol | México Sub-23 | El Salvador | 2023 |